# Chalk River Laboratories

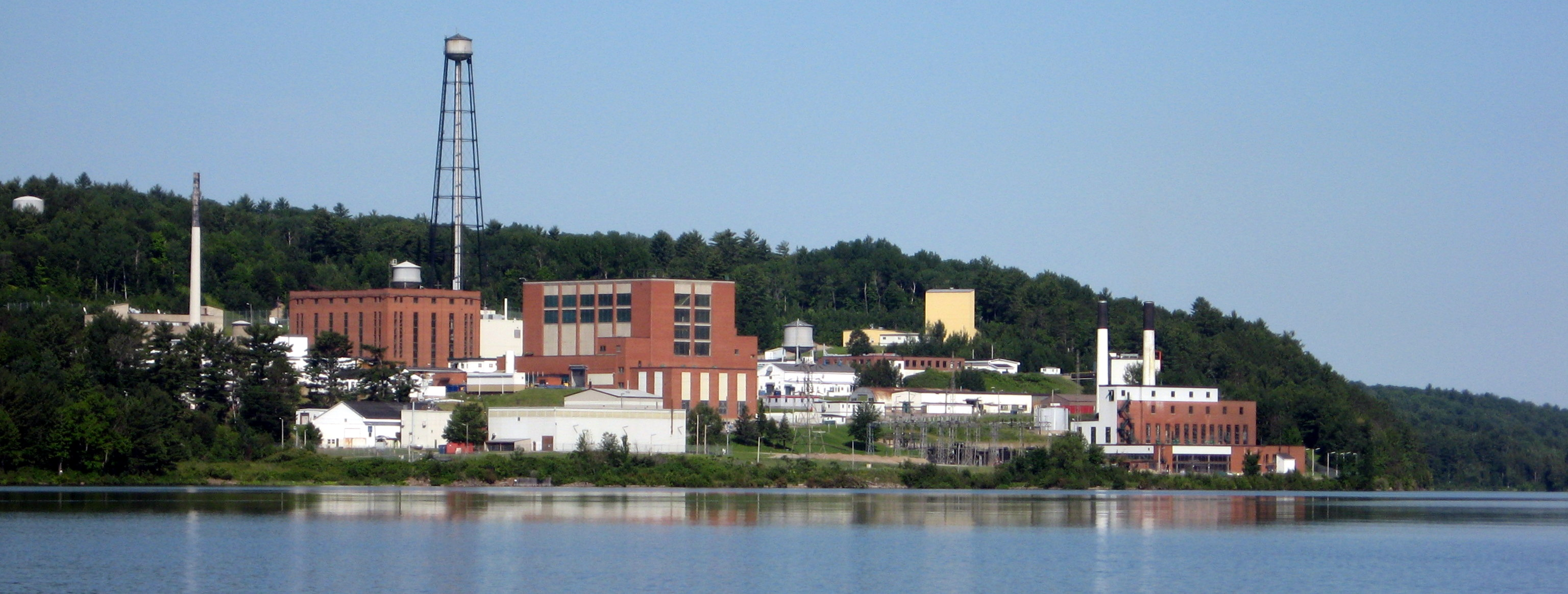
Chalk River Laboratories

Die Chalk River Laboratories (Abkürzung Chalk River Labs bzw. CRL, früher Chalk River Nuclear Laboratories) sind eine im Jahr 1944 eröffnete kanadische Forschungsanlage im Renfrew County am südlichen Ufer des Ottawa River in Ontario, Kanada, etwa 160 km nordwestlich von Ottawa. Die Anlage leitet ihren Namen ab vom nahe gelegenen Chalk River, einem Nebenfluss des Ottawa River, an dem sich die Labors befinden. Der Eigentümer und Betreiber ist Atomic Energy of Canada Limited (AECL). In der Nähe befindet sich auch der kleine Ort Chalk River.

## Nutzung
Ursprünglich wurde die Anlage nach dem Zweiten Weltkrieg für nukleare Forschungen gebaut, die Labors waren ursprünglich Teil des National Research Council of Canada. 1952 wurde die Anlage von AECL übernommen. Die Labors bestehen aus 100 Gebäuden, die auf einem Quadratkilometer Fläche gebaut wurden und 2000 Menschen beschäftigen. Die produzierten Neutronen werden für eine Forschungs-Neutronenstreuung verwendet. Am 2. Dezember 1952 ereignete sich der erste ernste Reaktorunfall im sogenannten NRX-Reaktor in den Chalk River Laboratories.
In der Anlage gibt es zahlreiche Einrichtungen, rund 160 Gebäude auf einer Fläche von etwa 40 Quadratkilometern. In den Chalk River Laboratories gibt es Einrichtungen für Brennstoffherstellung, Forschung und die Entsorgung und Lagerung radioaktiver Abfälle. Der Betreiber hat Anlagen zur Produktion von medizinischen Radioisotopen gebaut und nimmt derzeit weitere solche Anlagen in Betrieb. Diese Einrichtungen, die noch nicht in Betrieb sind, sind zwei Nicht-Leistungsreaktoren (MAPLE 1 und MAPLE 2) und eine Verarbeitungsanlage. Abfälle aus dem Betrieb werden vor Ort langfristig gelagert. Diese Bereiche werden auch mit radioaktiven Abfällen aus anderen Einrichtungen (z. B. Radioisotopherstellern und -anwendern, Krankenhäusern, Universitäten und Industrieanlagen) in ganz Kanada beliefert.
Wissenschaftler und Ingenieure betreiben Forschung und Produktentwicklung. Die CANDU-Reaktor-Technologie wird in der Anlage weiterentwickelt. In der Anlage forscht man auch in den Gebieten Physik, Metallurgie, Chemie, Biologie und Technik. Umweltwissenschaftler und ein strenges Umweltschutzprogramm stellen sicher, dass die Auswirkungen der Vorgänge in der Anlage unerheblich für die Gesundheit der Mitarbeiter, der Öffentlichkeit und die Umwelt sind. Der National Research Universal (NRU)-Reaktor, Kanadas größte und produktivste wissenschaftliche Einrichtung und einer der weltweit vielseitigsten Forschungsreaktoren, wird von den Chalk River Laboratories seit 1957 betrieben. NRU ist Kanadas einziger bedeutender Materialtestreaktor, in dem Materialien und Kernbrennstoffe für CANDU-Reaktoren und Kanadas Nuklearindustrie getestet werden. Er dient auch als Neutronenquelle und produziert auch die Mehrheit der weltweit verwendeten medizinische Isotope, die in der Diagnose und Behandlung von lebensbedrohlichen Erkrankungen verwendet werden und verhilft somit zur Behandlung von jährlich mehr als 21 Millionen Menschen in 60 Ländern. Im NRU-Reaktor können Wissenschaftler z. B. Stahl, biologische Gewebe oder Supraleiter erforschen. NRU dient allerdings nicht zur Stromerzeugung.
Die Chalk River Labs sind eine AECL-Anlage und werden als Forschungs- (in Partnerschaft mit dem National Research Council) und Produktionsanlage (AECL) zur Unterstützung der anderen kanadischen Energieversorgungsunternehmen betrieben.

## Geschichte
Durch den National Research Council of Canada wurde der Standort für die ersten kanadischen Kernreaktoren ausgewählt. Vom kanadischen Minister Clarence D. Howe wurde der Standort im August 1944 genehmigt. Im Oktober 1944 waren 350 Männer vor Ort, um Bäume und Farne an den Ufern des Ottawa River zu beseitigen und den Bau von Straßen, Wasserleitungen und grundlegender Infrastruktur zu übernehmen. Innerhalb eines Jahres gab es über 3.000 Arbeiter bei der Labor-Anlage.
Der Reaktor Zero Energy Experimental Pile (ZEEP) entstand aus einer Zusammenarbeit von 1942 zwischen britischen und kanadischen Forschern, die ein Forschungslabor in Montreal im Rahmen des National Research Council of Canada (NRC) zum Ziel hatte. Am 5. September 1945 konnte der erste Kernreaktor außerhalb der Vereinigten Staaten in Betrieb gehen. 1946 schloss der NRC das Labor in Montreal und fokussierte sich auf die Anlage Chalk River. 1952 wurde die Atomic Energy of Canada Limited (AECL) von der Regierung zur Förderung der friedlichen Nutzung der Kernenergie gegründet, die auch den Betrieb der Chalk River Labs übernahm. Seit 1950 wurden von der AECL verschiedene Forschungsreaktoren für die Herstellung von nuklearem Material für medizinische und wissenschaftliche Anwendungen in Betrieb genommen. Die Chalk River Labs sind auch der Standort des Kernkraftwerks Rolphton, des ersten Kernkraftwerkes Kanadas, welches 1962 ans Netz ging; eine Partnerschaft zwischen AECL und der Hydro Electric Power Commission von Ontario. Dieser Reaktor war eine Demonstration des CANDU-Designs.

## Reaktoren
Der Reaktor ZEEP ging 13 Jahre nach der Entdeckung der Neutronen in Betrieb. Der National Research Council of Canada wollte in den Chalk River Laboratories Kenntnisse über den Kernspaltungsprozess gewinnen. ZEEP war eine sehr einfache Bauweise des Kernreaktors. Ein großer leerer Tank mit einer Rohrleitung an der Unterseite bildeten die Basis: einen fast drei Meter hohen vertikalen Zylinder mit etwa zwei Metern im Durchmesser. In diesem Tank wurden Brennstäbe montiert, das Uran wurde innerhalb von Aluminiumrohren gestapelt. Die letzte erforderliche Komponente war ein Moderator, der die schnellen Neutronen abbremst. Im ZEEP wurde schweres Wasser als Moderator gewählt. Schweres Wasser ist etwa 10 % schwerer als „normales“ Wasser und als Moderator gut geeignet. So wurde die Kettenreaktion der Kernspaltung gestartet, indem schweres Wasser durch die Rohrleitung hoch in den Tank gepumpt wurde. Die Wissenschaftler verwendeten ZEEP, um besser zu verstehen, wie Reaktorkerne funktionieren. Es war ein Low-Power-Experiment, das weniger als 10 Watt Wärme lieferte.
Auch der NRX-Reaktor, die leistungsstärkste Forschungseinrichtung ihrer Tage, steht in den Chalk River Laboratories. ZEEP diente als Vorlage für das Design des NRX-Reaktors. Der NRX war bereits im Bau, als ZEEP fertiggestellt wurde. Der NRX-Reaktor war das Hauptziel, als die Chalk River Laboratories Mitte der 1940er-Jahre gebaut wurden. Im NRX-Reaktor ereignete sich am 12. Dezember 1952 ein schwerer Unfall.
Das Design des NRU-Reaktors wurde ab 1949 entworfen. 1957 wurde der NRU-Reaktor fertiggestellt. Er hatte 200 Megawatt Leistung. Die Abkürzung NRU wird heute wie der Name des Reaktors verwendet, obwohl der Reaktor ursprünglich National Research Universal reactor genannt wurde. Der Reaktor ist ein Mehrzweck-Reaktor, hat eine Leistung von 125 MW und dient als Neutronenquelle.

## Sonstiges
Auf dem Gelände befindet sich auch das Canadian Neutron Beam Centre (NRC-CNBC).
Die nuclear power demonstration waste management facility in Rolphton, Ontario, die sich im Besitz von AECL befindet, besteht aus einem Kernreaktor (Nuclear Power Demonstration), der zwischen 1962 und 1987 in Betrieb war und inzwischen stillgelegt wurde. Verschiedene nicht-nukleare Einrichtungen vor Ort sind inzwischen abgerissen. Die radioaktiven Teile können nicht wiederaufbereitet oder recycelt und auch nicht wie normaler Abfall gelagert werden. Radioaktive Abfälle aus dem Reaktor wurden zu einer Atommüll-Management-Anlage in den Chalk River Laboratories gebracht.
Seit der Gründung 1944 sind die Chalk River Laboratories der am meisten kontaminierte Nuklearstandort Kanadas und bedrohen die Trinkwasserversorgung von Millionen von Kanadiern, auch der Bewohner der Hauptstadt Ottawa. Neben den Forschungsaktivitäten werden auch radioaktive Abfälle entsorgt, der größte Bestand an radioaktiven Abfällen Kanadas befindet sich in den Chalk River Laboratories. Dabei handelt es sich sowohl um feste als auch um flüssige schwach-, mittel- und hochradioaktive Abfälle. Während der ersten Betriebsjahre wurden radioaktive Abfälle sorglos gehandhabt, so wurde die Baustelle radioaktiv kontaminiert. AECL gab bekannt, dass die Reinigung der Chalk River Laboratories in den nächsten 300 Jahren schätzungsweise 2,6 Milliarden Dollar kosten würde. Die kanadische Regierung wies AECL in den vergangenen 50 Jahren 17,5 Milliarden Dollar zu, um das Programm zur Forschung und zum Design der CANDU-Reaktoren zu betreiben.

## Daten der Reaktoren
In den Chalk River Laboratories wurden bzw. werden folgende Reaktoren betrieben oder sind in Bau:
| Reaktor | Reaktortyp          | thermische Leistung | Baubeginn  | Betriebsaufnahme | Stilllegung |
| ------- | ------------------- | ------------------- | ---------- | ---------------- | ----------- |
| MAPLE 1 | TANK IN POOL        | 10.000 kWt          | 10.10.1997 | -                | -           |
| MAPLE 2 | TANK IN POOL        | 10.000 kWt          | 01.01.1997 | -                | -           |
| NRU     | Schwerwasserreaktor | 135.000 kWt         | 01.01.1952 | 03.11.1957       | 31.03.2018  |
| NRX     | Schwerwasserreaktor | 42.000 kWt          | 01.01.1944 | 22.07.1947       | 30.03.1993  |
| PTR     | Leichtwasserreaktor | 0,1 kWt             | 01.05.1956 | 01.11.1957       | 05.10.1990  |
| ZED-2   | TANK                | 0,2 kWt             | 01.12.1958 | 01.09.1960       | -           |
| ZEEP    | Schwerwasserreaktor | 0,0 kWt             | 01.01.1945 | 01.09.1945       | 10.10.1970  |